# Molí d'Abargues
Molí d'Abargues o Molí Payá era un molí paperer al barranc de Bartxell a la partida del Salt al municipi d'Alcoi (comarca del Comtat).
Va ser construït el 1801 per Tomás Abargues, quan la regió d'Alcoi dominava el sector de la indústria paperera. El 1874 pertanyia a Vicenç Carbonell i aleshores hi treballaven 36 obrers. El 1896 el paperer José Laporta Valor va adquirir el molí. Funcionava únicament amb força hidràulica fins que el 1903 va ser equipat per Laporta amb una caldera de vapor i la típica ximineia de totxo de fust rectangular d'una dotzena de metres d'alçada. El 1908 va rebre un motor de gas pobre. El 1910 tornà a canviar de propietari, la societat Verdú y Botella que l'equipà d'un motor elèctric. Des del 1920 pertangué a la societat Ivorra y Payá, fins que el 1951 els herederos de Francisco Payá el vengueren a l'exèrcit espanyol, que l'utilitzà com a caserna i per fer-hi maniobres, conegut com a «Campamento Molí Payá». Després de la construcció de la carretera de Banyeres als anys 90 del segle passat, no en van quedar gaires rastres.
A prop hi ha el Castell de Barxell, en zona conquerida cap al 1238, documentat el 1264, el qual pertangué al marquesat de Montortal per herència. També hi ha un grup de cases pertanyents a la família Payà.